# Москва - Петушки
„Москва–Петушки“ e псевдоавтобиографична постмодерна поема в проза на писателя Венедикт Ерофеев. „Поема“ е жанровото определение, дадено от автора – в действителност става дума за повест или роман.
Поемата е написана между 1969 и 1970 г. и в началото се разпространява на самиздатски начала. За пръв път е публикувана през 1973 г. в Израел (с тираж 300 броя), след това – през 1977 г. в Париж. В СССР е публикувана едва в епохата на перестройката през 1988 – 1989 г., отначало със съкращения в списание „Трезвост и култура“, а след това – в сравнително по-пълен вид, в литературния алманах „Вест“. Накрая през 1989 г. е публикувана от издателство „Прометей“ в книгата „Москва–Петушки“ почти в оригиналната си форма.
По молба на автора след излизането на поемата в отделна книга и е поставена цена 3 рубли и 62 копейки: толкова струва бутилка водка по времето, когато е написана.
Поемата „Москва–Петушки“ е преведена на много езици, а по нея са поставени множество спектакли. Екранизирана е през 1991 г. в Германия от режисьора Йенс Карл Елерс.

## Особености
Творбата има циклична структура. Лексиката в повестта представлява смесица от библеизми, штампи от съветски списания, скрити и явни цитати от руската и световна литература. Присъстват и нецензурни думи.